# Carl Börger
Carl Friedrich Christian Börger, auch Friedrich Carl Christian Börger (* 20. Mai 1846 in Krummendorf; † 14. Januar 1917 in Gehlsdorf) war ein deutscher Orgelbauer.

## Leben
Carl Börger wurde als Sohn des Tischlers und Büdners Johann Christian Wilhelm Börger und dessen Frau Dorothea Christina Friederike, geb.  Balz, geboren. 1867 wird er noch als Holz-Arbeiter bezeichnet und wohnte noch bei seinen Eltern. Er erlernte wohl den Beruf des Tischlers bei seinem Vater und anschließend den Beruf des Orgelbauers bei Friedrich Wilhelm Winzer in Wismar und Wilhelm Sauer in Frankfurt (Oder). Die erste Werkstatt richtete er 1873 in Toitenwinkel ein. Um 1880 zog er damit nach Gehlsdorf, dem heutigen Ortsteil von Rostock. Orgeln von Börger finden sich hauptsächlich im Gebiet um Rostock und im nördlichen Mecklenburg. Von den etwa 35 von Börger gebauten Orgeln sind 25 erhalten. Anfangs baute er Orgeln mit mechanischer Schleiflade nach dem Prinzip von Friedrich Friese III, ab 1902 setzte er pneumatische Kegelladen ein. Börgers Arbeiten während der mechanischen Phase galten als qualitativ hochwertig. Er musste anfangs seine Tätigkeit in Konkurrenz zum Rostocker Orgelbaumeister Julius Schwarz betreiben. Carl Börger konnte sich dabei durchsetzen und übernahm 1900 das insolvente Geschäft von Schwarz. Zum Betätigungsfeld seiner Werkstatt gehörten auch Umbauten und Reparaturen von Orgeln.
Carl Börger war seit 1892 großherzoglich mecklenburg-schwerinscher Hoforgelbauer. Börger übergab etwa 1912 die Werkstatt an seinen Sohn Christian Börger.

## Werkliste (Auswahl)
| Jahr | Nr | Ort                       | Gebäude                   | Bild | Manuale | Register   | Bemerkungen |
| ---- | -- | ------------------------- | ------------------------- | ---- | ------- | ---------- | --- |
| 1873 | 1  | Dambeck                   | Dorfkirche                |      | I/aP    | 4,5        | Die Orgel ist nicht erhalten. Der Abriss erfolgte 1983. |
| 1874 | 2  | Balow                     | Dorfkirche                |      | I/P     | 5 (+2 Tr.) | Die Orgel ist erhalten. 1995 erfolgte eine Generalreparatur durch Rainer Wolter aus Zudar. |
| 1883 | 3  | Granzin (bei Neustrelitz) | Dorfkirche                |      | I/aP    | 5          | Die Orgel ist erhalten. Sie wurde 1883 für die Lutherfestspiele in Rostock gebaut unter Verwendung einer alten Windlade unbekannter Herkunft. 1894 wurde sie nach Granzin versetzt. 2006 erfolgte eine Restaurierung durch Firma Voigt aus Bad Liebenwerda. |
| 1884 | 4  | Mühlen Eichsen            | Dorfkirche Mühlen Eichsen |      | II/P    | 8 (+3 Tr.) | Die Orgel ist erhalten. Sie steht hinter dem Orgelprospekt von David Georg Briegel (1671) aus der Johanniter-Kirche Groß Eichsen. |
| 1886 | 5  | Gresse                    | Dorfkirche                |      | ?       | ?          | 1935 Neubau durch Firma Kemper / Lübeck, 1984 Neubau Wolfgang Nußbücker. |
| 1891 | 6  | Blievenstorf              | Dorfkirche                |      | I/P     | 8          | Die Orgel ist erhalten. Sie wurde 1913 um ein zweites Manual auf II/P/11 erweitert. Nach Verwahrlosung des Instrumentes wurde die Orgel 2009 durch Andreas Arnold auf den Stand von 1891 restauriert. Die Windlade ist alt (C.D-c3). |
| 1892 | 7  | Muchow                    | Dorfkirche                |      | I/P     | 9          | Die Orgel ist erhalten. 1968 Umbau auf I/P/7 durch Wolfgang Nußbücker aus Plau am See. Die Orgel ist renovierungsbedürftig. |
| 1893 | 8  | Lüblow                    | Dorfkirche                |      | I/aP    | 6          | Die Orgel ist erhalten. Die Orgel wurde 2010 im Rahmen der Kirchensanierung eingelagert und seitdem nicht wieder aufgebaut. |
| 1894 | 9  | Groß Wokern               | Dorfkirche                |      | II/P    | 13         | Die Orgel ist erhalten. Nach 1945 wurde das Instrument größtenteils verwüstet. 2011 fand eine Restaurierung und Rekonstruktion durch Andreas Arnold aus Plau am See statt. |
| 1896 | 10 | Stolpe                    | Dorfkirche                |      | I/aP    | 5          | Die Orgel ist erhalten. Zudem hat die Orgel ihre originalen Prospektpfeifen behalten. Die Orgel wurde 2006 durch Andreas Arnold aus Plau am See renoviert. |
| 1898 | 11 | Gielow                    | Dorfkirche                |      | II/P    | 12         | Die Orgel ist erhalten. Börger verwendete in seinem Neubau Pfeifen der Vorgängerorgel von Johann Joachim Schmidt (1828 - I/6). |
| 1899 | 12 | Bellin                    | Bellin                    |      | I/aP    | 6          | Die Orgel ist erhalten. Nach 1945 wurde das Pfeifenwerk zerstört. Das Gehäuse blieb erhalten. 1999 erfolgte ein nicht historisierender Neubau durch Wolfgang Nußbücker aus Plau am See. (I/P/7). |
| 1899 | 13 | Neese                     | Dorfkirche                |      | II/P    | 10         | Die Orgel ist erhalten. Neubau unter Einbeziehung älterer Register. 2005 erfolgte die Renovierung durch Andreas Arnold aus Plau am See. |
| 1900 | 14 | Kritzkow                  | Dorfkirche                |      | I/aP    | 5          | Die Orgel ist erhalten. Zu einem unbekannten Zeitpunkt wurde die Orgel in einem Register verändert. 2000 erfolgte die Renovierung durch Andreas Arnold unter Beibehaltung der Veränderung. |
| 1900 | 15 | Schlepkow                 | Dorfkirche                |      | I/p     | 5          | Die Orgel ist erhalten. Nach Umdisponierungen und Vandalismus ist die Orgel derzeit unspielbar. Das Baujahr der Orgel steht nicht mit Sicherheit fest. |
| 1901 | 16 | Dobbin-Linstow            | Dorfkirche                |      | I/P     | 5          | Die Orgel ist stark verändert erhalten. Nach dem Zweiten Weltkrieg wurde das Instrument größtenteils zerstört. Erhalten sind Gehäuse, Windlade und Reste von Holzpfeifen. |
| 1902 | 17 | Rittermannshagen          | Dorfkirche                |      | I/P     | 6          | Die Orgel ist erhalten. 2004 erfolgte die Sanierung des Instruments. |
| 1902 | 18 | Wulfsahl                  | Dorfkirche                |      | I/P     | 5          | Die Orgel ist erhalten. |
| 1903 | 19 | Thulendorf                | Dorfkirche                |      | I/p     | 5          | Die Orgel ist erhalten. Sie ist aber derzeit nicht spielbar. Sie ist die letzte mechanische Schleifladenorgel die in Mecklenburg erbaut wurde. Die Orgel ist sanierungsbedürftig. |
| 1904 | 20 | Gehlsdorf                 | St. Michael               |      | I/P     | 5          | Die Orgel ist nicht erhalten. 1984 erfolgte eine Neubau durch Wolfgang Nußbücker. |
| 1904 | 21 | Jesendorf                 | Dorfkirche                |      | I/P     | 6          | Die Orgel ist erhalten. Sie wurde von Börger im Gehäuse der Kersten-Orgel von 1780 aufgestellt. Seit 2000 befindet sich die Börger-Orgel im Mecklenburgischen Orgelmuseum. In Jesendorf wurden ein gebrauchtes Instrument aus Hamburg eingebaut. |
| 1904 | 22 | Karow                     | Dorfkirche                |      | I/P     | 8          | Die Orgel ist erhalten. Bei Neubau der Orgel durch Börger wurde Material der Johann-Heinrich-Runge-Orgel benutzt. (Gehäuse, Register etc.) Nach 1945 wurde die Orgel stark zerstört. Eine Renovierung wäre notwendig. |
| 1905 | 23 | Marihn                    | Dorfkirche                |      | I/aP    | 4          | Die Orgel ist nicht erhalten. Sie wurde 1945 zerstört. |
| 1905 | 24 | Zweedorf                  | Dorfkirche                |      | I/P     | 7          | Die Orgel ist nicht erhalten. Kirche und Orgel wurden am 18./19. November 1978 durch die SED-Regierung zerstört. 2011 wurde eine neue Kirche mit einer Kemper-Orgel geweiht. |
| 1905 | 25 | Kirch Stück               | Dorfkirche                |      | I/P     | 5 (+1 Tr.) | Die Orgel ist erhalten. 2019 erfolgte die Restaurierung durch Andreas Arnold aus Plau am See. |
| 1907 | 26 | Schwarz                   | Dorfkirche                |      | I/P     | 7 (+1 Tr.) | Die Orgel ist erhalten. 1984 erfolgte eine Umdisponierung der Orgel. 2007 erfolgte eine Renovierung der Orgel, die Umdisponierung wurde dabei beibehalten. |
| 1908 | 27 | Graal-Müritz              | Lukaskirche               |      | II/P    | 9          | Die Orgel ist stark verändert erhalten. 1909 Neubau mit neun Registern. Um 1929 Erweiterung auf 11 Register durch Marcus Runge, 1953 Umdisponierung und 1954 Erweiterung auf 14 Register durch Firma Sauer (Frankfurt/Oder). Ursprüngliche Pfeifen von Börger blieben in der inneren Fortsetzung des Prinzipal, Gedackt 8‘, Oktave 4‘ und Subbass erhalten, von Runge Quintatön 8‘ und Rohrflöte 4‘. 1996/97 Reparaturen durch Firma Sauer. |
| 1909 | 28 | Recknitz                  | St. Bartholomäus          |      | II/P    | 15         | Die Orgel ist erhalten. Börger baute seine Orgel in das Gehäuse der Gerhardt-Orgel von 1708 ein. Das Gehäuse samt Prospektpfeifen wurde 2022 saniert. Die Orgel ist abgängig. Erhaltene Reste der Orgel sollten im Orgelmuseum eingelagert werden. |
| 1910 | 29 | Thelkow                   | Dorfkirche                |      | I/P     | 8          | Die Orgel ist erhalten. 2009 erfolgte die Restaurierung durch Andreas Arnold aus Plau am See. |
| 1911 | 30 | Dargun                    | Klosterkirche St. Marien  |      | II/P    | 17         | Die Orgel ist nicht erhalten. 1945 sind Kloster und Kirche abgebrannt. |
| 1912 | 31 | Groß Vielen               | Dorfkirche                |      | I/P     | 6          | Die Orgel ist erhalten. |
| 1912 | 32 | Moisall                   | Dorfkirche                |      | I/aP    | 5          | Die Orgel ist erhalten. Börger baute sein Instrument in das Gehäuse von Friese-I von 1802 ein. Das Pfeifenwerk ist uneinheitlich. 2016 erfolgte eine Sanierung des Werkes und des Gehäuses von 1802. |